# Happy New Year (пісня)
«Happy New Year» (дослівно укр. Щасливого Нового року — традиційне англомовне новорічне вітання) — пісня шведського колективу ABBA з його альбому «Super Trouper» (1980). Одна з найпопулярніших новорічних пісень. Головну вокальну партію у ній виконувала Агнета Фельтскуг, решта квартету узяла на себе бек-вокал. Текст пісні і варіант перекладу на українську мову див..

## З історії створення
Розповідають, що у січні 1980 року Бенні Андерссон і Б'єрн Ульвеус відпочивали на Барбадосі. Там вони зустріли Джона Кліза з британського комік-гурту «Monty Python». Шведи запропонували йому створити разом веселий мюзикл: декілька персонажів у новорічні дні згадують минуле, обговорюють майбутнє. Музиканти навіть написали новорічну пісню для майбутнього мюзиклу. Але англійця ідея не захопила, він відмовився. Тоді Андерссон та Ульвеус попрацювали над піснею ще, вона втратила грайливий настрій і набула ліричності та післясвяткових сподівань, смутку і невпевненості на порозі нового року.
У жовтні того ж року вийшов сингл іспанською, де пісня мала назву «Felicidad» («Щастя»). В Аргентині сингл «Felicidad» посів 5-е місце в національному чарті. Під цією ж назвою пісня була включена до латиноамериканської версії альбому «Super Trouper».
У 2008 році сингл у декількох країнах Європи випустили знову. У чартах він посів 25-те місце у Данії, 11-те — у Норвегії, 4-те — на батьківщині групи. Наступного року у Швеції та Норвегії він займав у чартах п'яту сходинку, а у Нідерландах — десяту.
У грудні 2011 року було оголошено про продаж обмеженим накладом (500 екземплярів) вінілового синглу із срібним блиском. На синглі були пісні «Happy New Year» та «The Way Old Friends Do». Придбати новинку можна було лише на офіційному сайті ABBA та фан-сайті ABBA. Диск розпродали протягом того ж дня, коли з'явилося оголошення про продаж.

## Кавер-версії
Шведський гурт A*Teens записав кавер-версію цієї пісні напередодні настання нового року і нового тисячоліття. При цьому слова оригіналу «in the end of eighty-nine» («наприкінці вісімдесят дев'ятого») було замінено на «in the end of ninety-nine» («наприкінці дев'яносто дев'ятого»). Пісня зайняла 4-е місце в шведських чартах і поширювалась лише в деяких країнах.
У 2006 році фінська співачка Тарья Турунен випустила сольний альбом «Подих вічності», що складався з низки каверів на різдвяні пісні, в тому числі на пісню АВВА «Happy New Year».

## Цікаві факти
- У колі тих, хто створював пісню, вона мала жартівливу робочу назву «Daddy Don't Get Drunk on Christmas Day» (укр. Татусик, не пий забагато на Різдво)[7].

- Англомовна версія пісні вийшла у Європі лише 1999 року[8].